# Christopher Lowrey
Christopher Lowrey (* 28. April 1984 in Johnston, Rhode Island) ist ein US-amerikanischer Opernsänger (Countertenor), der international aufgetreten ist und viele Aufnahmen eingespielt hat. Er nahm 2017 beim Glyndebourne Festival an der Uraufführung von Brett Deans Hamlet teil und gastierte mit der Produktion unter anderem in Australien und New York City (Metropolitan Opera).

## Karriere
Lowrey singt seit seiner Kindheit gern und trat zunächst einem Kirchenchor bei. Anschließend sang er mit anderen Chören in Rhode Island und absolvierte dann eine Gesangsausbildung bei einem örtlichen Lehrer. Gesang studierte er zunächst in den USA, dann in England und schloss sein Studium an der Brown University, der University of Cambridge und der internationalen Opernschule des Royal College of Music in London ab.
Für seinen Auftritt in der Produktion „Faramondo“ 2015 erhielt Lowrey bereits ein besonders positives Presseecho. Das Magazin Limelight verlieh ihm einen „goldenen Stern“ für seine Darstellung des Königs der Schwaben. An der Weltpremiere von Brett Deans Hamlet in Glyndebourne nahm Lowrey 2017 in der Rolle des Guildenstern teil. An der Oper Frankfurt trat er 2023 erstmals als Medoro in Georg Friedrich Händels „Orlando“ unter der Regie von Ted Huffman auf (dirigiert von Simone de Felice, mit Zanda Švēde in der Titelrolle).
Lowrey gründete mehrere Vokalensembles, darunter das Ensemble Altera in Providence, Rhode Island, den ersten professionellen Kammerchor dort.
Im Oktober 2023 debütierte er im Theater an der Wien, Wien.